# Pałac Roberta Biedermanna w Łodzi
Pałac Roberta Biedermanna – pałac znajdujący się przy ulicy J. Kilińskiego 2 w Łodzi, nieopodal skrzyżowania z ulicą Północną. Budynek wpisany jest do rejestru zabytków pod numerem A/96 z 20 stycznia 1971 r.

## Historia
Zbudowany dla Roberta Biedermanna w latach 1878–1879, zaprojektowany prawdopodobnie przez architekta Hilarego Majewskiego. Na parterze budynku znajdowały się biura pracowników sąsiadującej fabryki Biedermanna, natomiast na wyższych piętrach budynku znajdowały się mieszkania przedsiębiorcy i jego rodziny. Po II wojnie światowej pałac wraz z fabryką został upaństwowiony i przejęty przez Zakłady Przemysłu Bawełnianego nr 8 im. Szymona Harnama. Budynek wraz ze stojącą przy nim fabryką został zmodernizowany i wyremontowany w 1997 r. przez Grupę Atlas wg projektu Andrzeja Walczaka. Obiekt stał się główną siedzibą firmy – w pałacu znajduje się zarząd przedsiębiorstwa oraz biura, natomiast w byłej fabryce znajduje się laboratorium badawczo-rozwojowe.

## Architektura
Budynek położony jest na planie prostokąta, ale od strony podwórza ma dodatkowo wydłużoną oficynę. Początkowo był parterowy i miał użytkowe poddasze. Na początku XX w. budynek został podwyższony o 1 kondygnację, która nawiązywała do dotychczasowej stylistyki obiektu. Obiekt stanowi w Łodzi jedyny przykład architektury nawiązującej do stylu quattrocento, jest przedstawicielem architektury neorenesansu. Po upaństwowieniu majątku, pałac zatracił swój charakter. Zniszczony został wystrój wnętrz oraz przebudowano pomieszczenia. Stan sprzed zniszczeń częściowo przywrócono w latach 90. XX w.